# Tilde Fröling

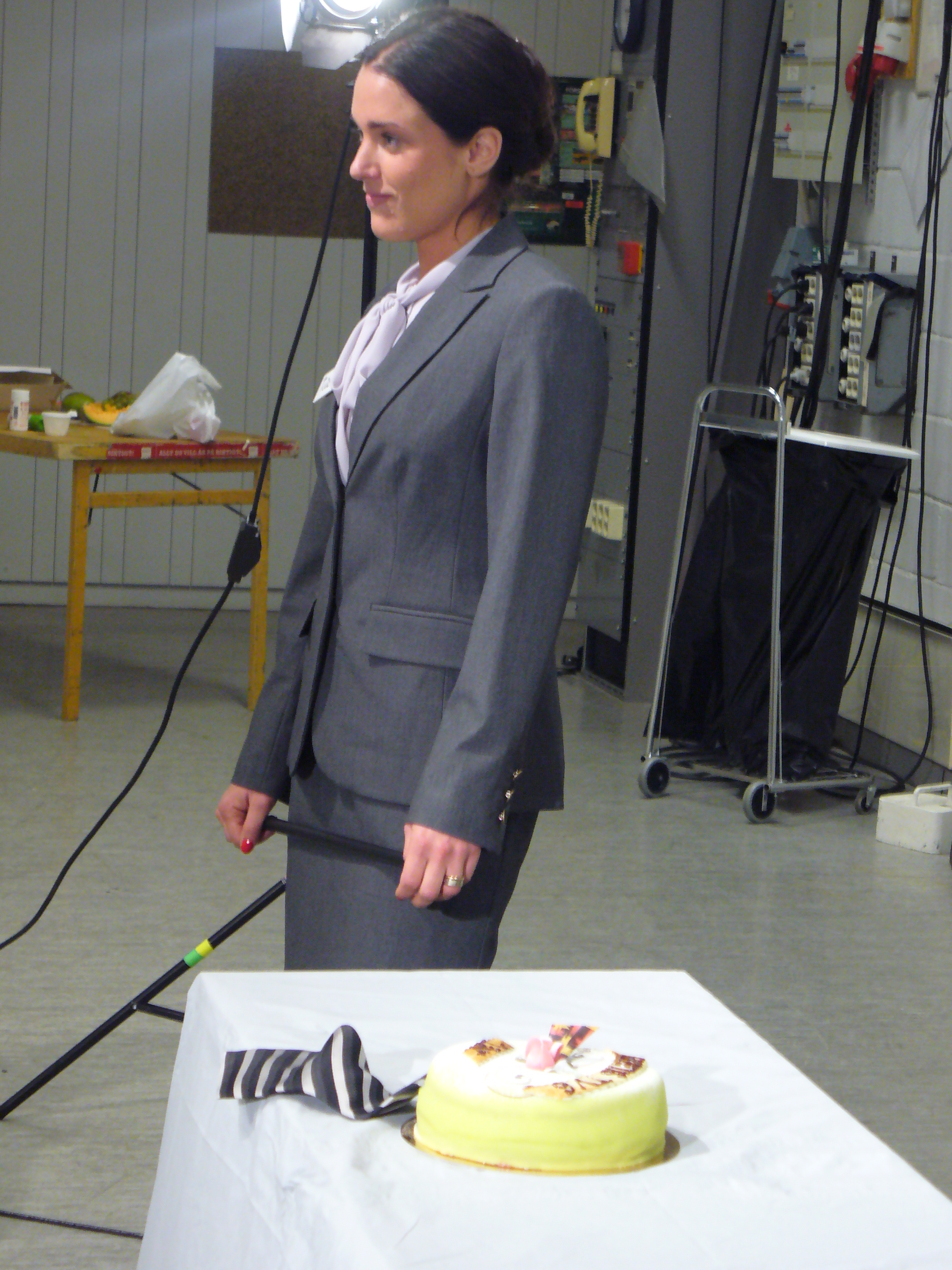
Tilde Fröling (2007)

Tilde Maria Henny Märta Fröling (* 15. Mai 1980 in Stockholm) ist eine schwedische Schauspielerin und Fernsehmoderatorin.

## Leben und Karriere
Tilde Fröling wurde 1980 als einziges Kind des Schauspielerehepaares Örjan Ramberg und Ewa Fröling in Stockholm geboren. Sie wirkte in mehreren Filmen mit. In Schweden ist sie vor allem als Moderatorin von Fernsehshows wie Rocky & Drago und Lustgården bekannt. 2005 war sie Gewinnerin in der auf TV3 ausgestrahlten Serie Robinson VIP. 2008 nahm sie an der schwedischen Version von Let’s Dance teil.
Fröling und ihr Lebensgefährte Magnus Lindqvist sind Eltern eines 2008 geborenen Sohnes.

## Filmografie
- 2001: Deadline – Terror in Stockholm (Sprängaren)
- 2001: Jordgubbar med riktig mjölk
- 2003: c/o Segemyhr  (Fernsehserie, Episodenrolle)
- 2007: Bakom Snart är det lördag igen
- 2018: Bergmans Reliquarium (Kurzfilm)